# Haifa Chemicals
Haifa Chemicals Ltd. è un'azienda privata internazionale, che produce principalmente fertilizzanti per l'agricoltura e prodotti chimici per l'industria alimentare.
Haifa Chemicals (Haifa), nel mondo è un'azienda leader nella produzione e distribuzione di nitrato di potassio e concimi speciali per piante per l'agricoltura avanzata, nei diversi areali produttivi mondiali.
Haifa Chemicals produce anche fertilizzanti a rilascio controllato per l'agricoltura, orticoltura, piante ornamentali e tappeti erbosi.
Il segmento di mercato in cui si è specializzata l'azienda, quello dei prodotti potassici, è considerato molto importante nella sfida rappresentata dalla crisi alimentare globale, e per colture di alto valore come quella del tabacco, delle piante da frutto e degli ortaggi.
In particolare Haifa si è specializzata nei fertilizzanti che possono essere utilizzati in fertirrigazione attraverso l'irrigazione a goccia. Il suo primo mercato, Israele, soffre di carenza idrica; da qui la specializzazione per un'agricoltura con basso consumo di acqua. Quest'ultima applicazione è quella a trainare la domanda oggigiorno, giacché sempre più paesi si stanno orientando a sistemi di irrigazione controllati per fare un uso più efficiente dell'acqua.

## Storia
Haifa è stata fondata in Israele nel 1967. Il nome dell'azienda è un tributo alla città di Haifa, dove Haifa Chemicals si era stabilita e dove da allora, la compagnia ha la sua sede principale.
Haifa è stata fondata come azienda governativa, con lo scopo di sviluppare le risorse naturali di potassio del Mar Morto e della regione del Negev. Il valore industriale del potassio per l'uso nell'agricoltura era stato appena scoperto.
Altro campo di specializzazione di Haifa è la concimazione fogliare e quella dei concimi a rilascio controllato.
Oggi (2012), le attività globali di Haifa si sviluppano nel mondo agricolo di 5 continenti e in più di 100 paesi. Il gruppo Haifa comprende 12 succursali a livello mondiale. Il volume d'affari annuo è stimato in 700 milioni di dollari (2010).
Dal 1989 Haifa è proprietà di Trance Resource Inc. (TRI), una compagnia statunitense controllata dal Trump Group.

## L'importanza del potassio in agricoltura
Il potassio, insieme all'azoto e al fosforo, è uno dei tre macro nutrienti delle piante, e viene assorbito dalle colture in quantità relativamente grandi. La bassa o nulla disponibilità del potassio porta alla morte della pianta, oppure ad una bassa crescita che è generalmente accompagnata da visibili sintomi di deficienza.

Haifa fornisce circa il 30% della domanda globale di fertilizzanti a base di nitrato di potassio. Gli agricoltori hanno scoperto i poteri fertilizzanti dei minerali centinaia di anni fa, ma è stata la produzione di fertilizzanti di sintesi a renderli vantaggiosi, reperibili ed accessibili. Haifa è pioniera nell'industria delle soluzioni agricole per migliorare cereali, colture orticole e a pieno campo, fruttiferi, piante ornamentali, tappeti erbosi e colture da legno (silvicoltura).
L'uso di fertilizzanti richiede cambiamenti nelle metodologie e tradizioni che hanno dominato l'agricoltura per secoli e millenni. Haifa sta influenzando l'evoluzione ed i cambiamenti nel settore agricolo attraverso la distribuzione della conoscenza. Infatti, Haifa si è arricchita nel tempo dell'esperienza di milioni di agricoltori e agronomi di tutto il mondo. Nel 2011 Haifa ha trasferito le conoscenze a internet, gratuitamente per tutti e ha lanciato una rete professionale dove la gente del settore agricolo in tutto il mondo può condividere esperienze e conoscenze.

## Linee di prodotti
- Nutrizione delle piante - prodotti basati su nitrato di potassio, fertilizzanti idrosolubili, fertilizzanti di rilascio controllato.
- Fosfati alimentari
- Chimici industriali